# Българска кредитна банка
Българска кредитна банка е българска банка от първата половина на 20 век, основен акционер в която е германската Дойче банк. През голяма част от съществуването си тя е най-голямата банка в страната с предимно частен капитал.